# Giro di Romagna 1954
Il Giro di Romagna 1953, trentesima edizione della corsa, si svolse il 16 maggio 1954 su un percorso di 255 km. La vittoria fu appannaggio dell'italiano Giuseppe Minardi, che completò il percorso in 7h17'52", precedendo i connazionali Fiorenzo Crippa e Renato Ponzini.

## Ordine d'arrivo (Top 10)
| Pos. | Corridore             | Squadra         | Tempo    |
| ---- | --------------------- | --------------- | -------- |
| 1    | Giuseppe Minardi      | Legnano         | 7h17'52" |
| 2    | Fiorenzo Crippa       | Bianchi-Pirelli | s.t.     |
| 3    | Renato Ponzini        | Arbos           | s.t.     |
| 4    | Mino De Rossi         | Bianchi-Pirelli | s.t.     |
| 5    | Primo Volpi           | Arbos           | s.t.     |
| 6    | Bruno Tognaccini      | Lygie           | s.t.     |
| 7    | Tranquillo Scudellaro | Legnano         | a 1'37"  |
| 8    | Remo Fornasiero       | Lygie           | s.t.     |
| 9    | Franco Franchi        | Bottecchia      | a 1'43"  |
| 10   | Livio Isotti          | Nivea-Fuchs     | a 1'50"  |